# Polyandrie (biologie)
Polyandrie is in de dierenwereld een paringssysteem waarbij één wijfje, in één voortplantingsseizoen, met meerdere mannetjes paart. Polyandrie komt onder meer voor bij de Amerikaanse oeverloper, het damhert, diverse kleine kattensoorten en de gedomesticeerde kat en bij sociale insecten als de honingbij en mieren.

## Damhert
Vrouwtjes van het damhert kiezen niet alleen met welk mannetje ze willen paren, maar kunnen er ook voor kiezen om in hetzelfde jaar of zelfs ieder jaar met meerdere mannetjes te paren. Vermoedelijk doen zij dit met name wanneer de eerste paring niet succesvol is geweest en zij na enige tijd niet zwanger zijn geraakt, of als de betreffende partner in het verleden herhaaldelijk niet succesvol was.

## Soorten met polyandrie
- Witvleugeltrompetvogel - Psophia leucoptera